# 敷村珠夕
敷村 珠夕（しきむら みゆう、1997年4月26日 - ）は、日本の女優である。京都府出身。acali所属。大阪音楽大学短期大学部ミュージカルコース卒業。

## 略歴
1997年4月26日、京都府に生まれる。大阪音楽大学短期大学部ミュージカルコース卒業。在学中には、学内の公演に主演、メインキャストで出演していた。
2021年5月21日より、ミュージカル『レ・ミゼラブル』にコゼット役で出演している。

## 出演

### 舞台
- ミュージカル『ひめゆり』ゆき 役
  - 2018年7月12日 - 17日、シアター1010[3]
  - 2019年7月11日 - 15日、戸田市文化会館[4]
  - 2024年4月4日 - 7日、シアター1010[5]
- ミュージカル『何処へ行く』（2019年3月7日 - 11日、シアター1010）ナザリウス 役[6]
- ミュージカル『おでかけ姫』（2019年9月25日 - 29日、六行会ホール）竹田千代子、竹千代 役[7]
- ミュージカル『レ・ミゼラブル』（2021年5月21日 - 7月26日: 帝国劇場、8月4日 - 28日: 博多座、9月6日 - 16日: フェスティバルホール、28日 - 10月4日: まつもと市民芸術館）コゼット 役[8][9]
  - ミュージカル『レ・ミゼラブル』2024・2025年公演（2024年12月16日 - 2025年2月17日：帝国劇場、2025年3月2日 - 28日：梅田芸術劇場 メインホール、2025年4月6日 - 30日：博多座、2025年5月9日 - 15日：まつもと市民芸術館、2025年5月25日 - 6月2日：札幌文化芸術劇場、2025年6月12日 - 16日：高崎芸術劇場）[10]
- ミュージカル「20年後のあなたに会いたくて」（2021年12月9日-12日、東京芸術劇場シアターウエスト）[11]
- ミュージカル『バイ・バイ・バーディー』（2022/10/18(火)～2022/10/30(日)、ホール） アーシュラ・マークル役
- ブロードウェイミュージカル『WHERE'S CHARLEY? チャーリーはどこだ!』（2024年4月22日 - 29日、日本青年館ホール / 5月18日・19日、森ノ宮ピロティホール） - キティ・ヴァーダン 役[12]
- ミュージカル『You Know Me〜あなたとの旅〜』（2025年11月〈予定〉、シアター代官山）[13]

### テレビドラマ
- 不適切にもほどがある! 第4話（2024年2月16日、TBS） - EBSテレビ社員 役